# لورين كولمان
لورين كولمان (بالإنجليزية: Loren Coleman)‏ هو عالم حيوانات وكاتب أمريكي، ولد في 12 يوليو 1947 في نورفولك في الولايات المتحدة.

## وصلات خارجية
- الموقع الرسمي
- لورين كولمان على موقع IMDb (الإنجليزية)
- لورين كولمان على موقع قاعدة بيانات الفيلم (الإنجليزية)